# アレハンドロ・ダビドビッチ・フォキナ
アレハンドロ・ダビドビッチ・フォキナ（Alejandro Davidovich Fokina、1999年6月5日 - ) は、スペイン・マラガ出身の男子プロテニス選手。ATPランキング自己最高位はシングルス19位、ダブルス196位。これまでにATPツアーでシングルスの優勝はない。ダブルスでは1勝を挙げている。身長183cm。右利き、バックハンド・ストロークは両手打ち。

## 生い立ち
1999年スペインのマラガで生まれ。両親はロシア人で、父親はロシアのほかスウェーデン国籍も有する元プロボクサーである。3歳の時に父親とテニスを始め、5歳になるとカラフローレスで練習を始め、やがてセラマールでマノーロ・ルビアレスの指導を受けた。2009年からはホルヘ・アギーレに指導を受けている。U-12スペイン選手権、U-15スペイン選手権で優勝し、17歳の時にU-18スペイン選手権で優勝した。

## 選手経歴

### ジュニア時代
ITFグレード1のカナダ国際ジュニアでは準決勝でフェリックス・オジェ＝アリアシムを破り、決勝でリアム・カルアナを破って優勝した。

### 2017年 ウィンブルドンジュニア初優勝
2017年4月のバルセロナ・オープンで予選ワイルドカードをもらい、予選1回戦ではロベルト・カルバリェス・バエナに勝利したが、予選2回戦ではサンティアゴ・ヒラルドにフルセットで敗れた。全仏オープンジュニア男子シングルスでは準決勝でアレクセイ・ポピリンに敗れた。ウィンブルドン選手権ジュニア男子シングルスに第8シードとして出場し、決勝でアクセル・ヘリェールに勝利して優勝した。

### 2018年 フューチャーズ初優勝

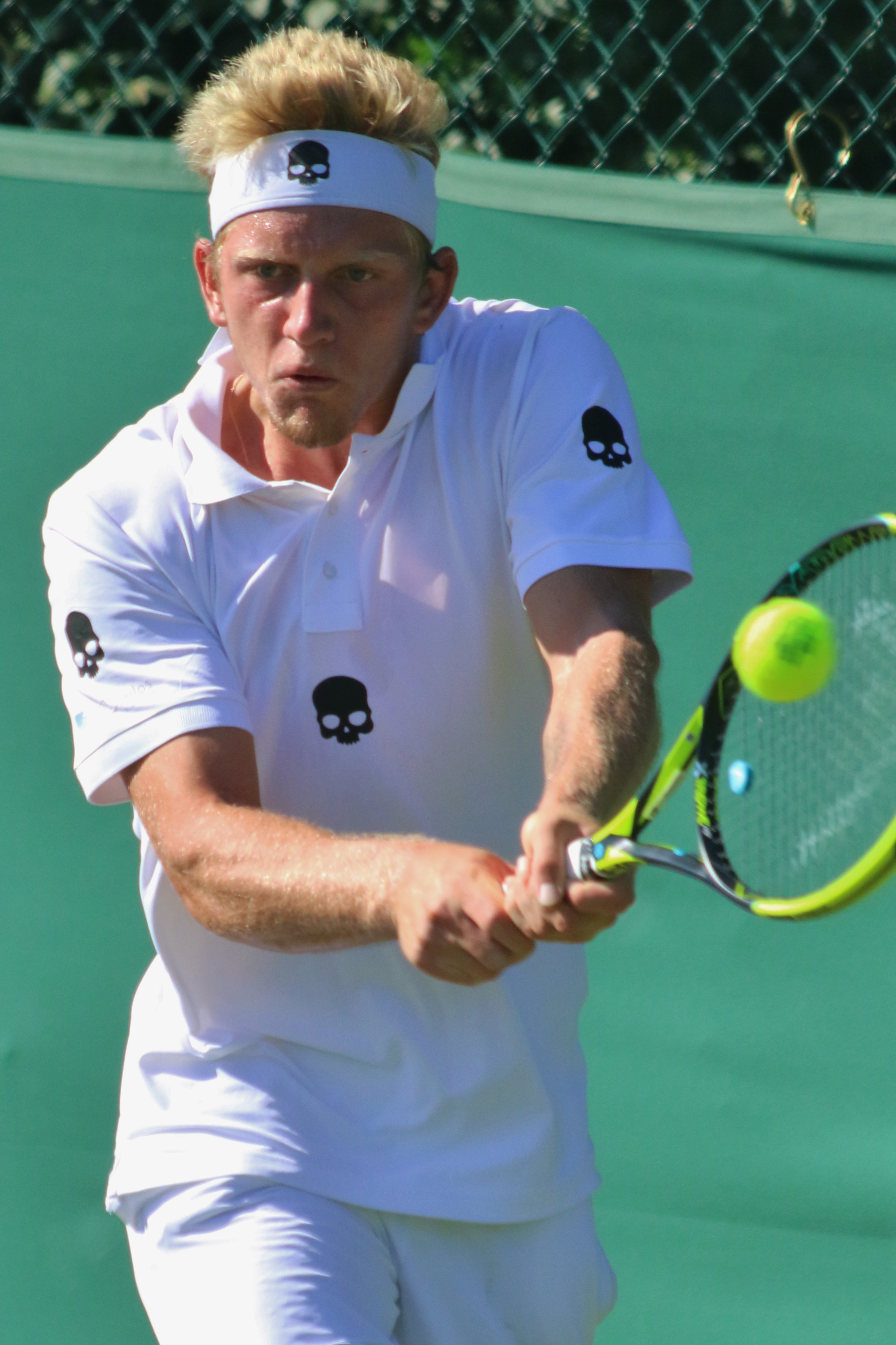
2018年ウィンブルドン選手権でのアレハンドロ・ダビドビッチ・フォキナ

2018年3月のポルトガルのキンタ・ド・ラゴでフューチャーズ初優勝を飾った。ATPツアー・マスターズ1000のマドリード・オープンでは予選ワイルドカードをもらったが、予選1回戦でテイラー・フリッツに敗れた。7月のウィンブルドン選手権では予選2回戦でピーター・ポランスキーに敗れた。9月にポーランドのシュチェチン・チャレンジャーでは、初めて決勝に進出したがギド・アンドレオッシに敗れた。年間最終ランキングは237位。

### 2019年 チャレンジャー初優勝
全豪オープンでは予選2回戦でキマー・コッペヤンスに敗れた。2月にバンコクで開催されたATPチャレンジャーでは決勝でジェームズ・ダックワースに敗れ、準優勝。4月のハサン2世グランプリでは予選を通過してATPツアー本戦初出場。1回戦でフィリップ・コールシュライバーに敗れた。5月のミレニアム・エストリル・オープンでは本選1回戦でテイラー・フリッツを、2回戦でジェレミー・シャルディーを、準々決勝でガエル・モンフィスを破り、ベスト4進出をすると、準決勝でパブロ・クエバスに敗れた。

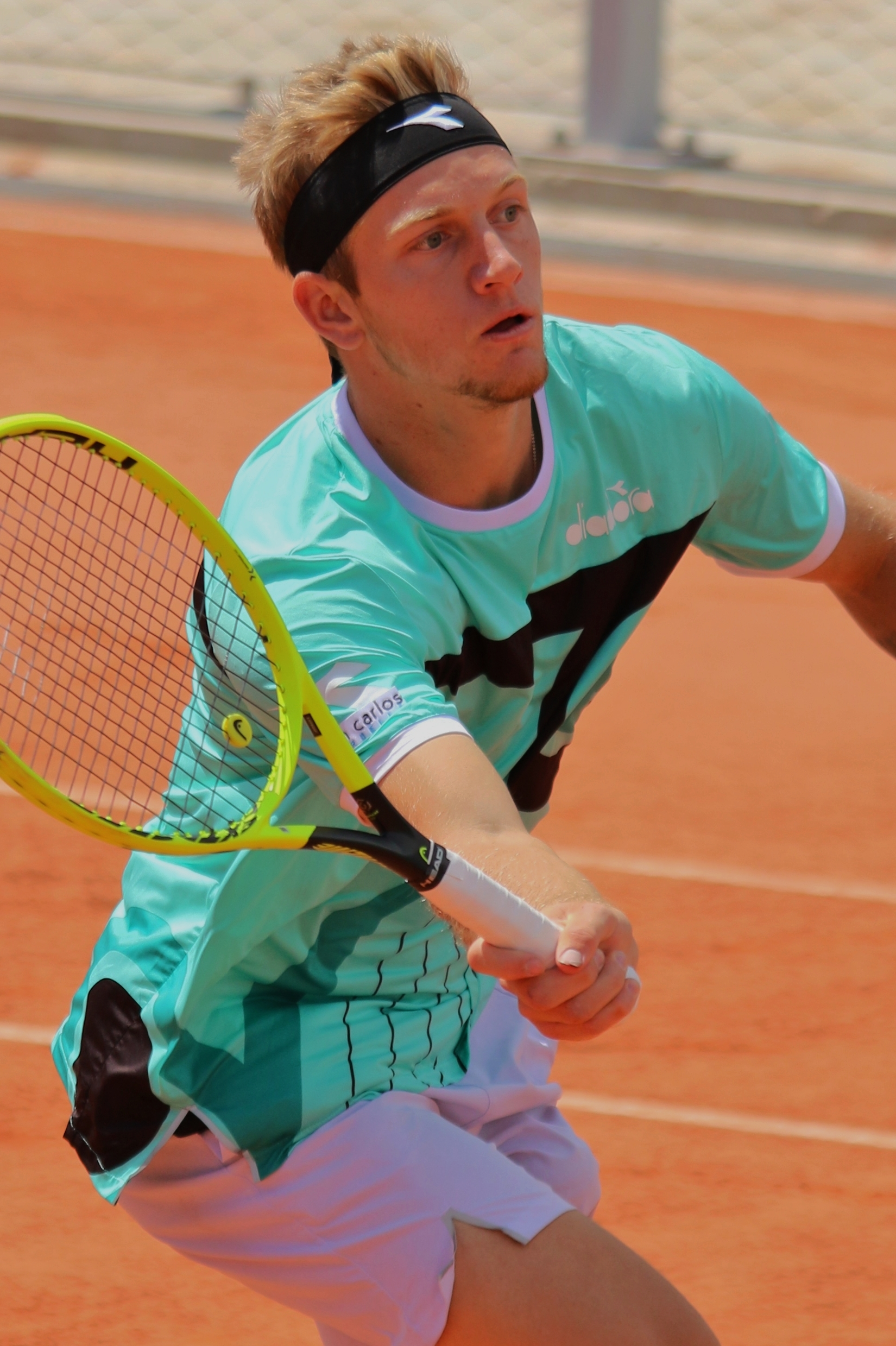
2019年全仏オープンでのアレハンドロ・ダビドビッチ・フォキナ

全仏オープンではラッキールーザーとして本選に出場し、グランドスラム本選初出場を果たしたが、ジョーダン・トンプソンに初戦敗退。9月にジェノヴァ・チャレンジャーでは決勝でロレンツォ・ソネゴに敗れ、準優勝。しかし、9月にスペインのセビリア・チャレンジャーでは決勝でハウメ・ムナルを破り、ATPチャレンジャーツアー初優勝を飾った。年間最終ランキングは87位。

### 2020年 グランドスラム4回戦進出
全豪オープンでは1回戦でノルベルト・ゴンボスを4-6, 6-4- 2-6, 6-3, 6-2のフルセットで破り、グランドスラム初勝利を挙げた。2回戦では第14シードのディエゴ・シュワルツマンに1-6, 4-6, 2-6のストレートで敗れるも、全米オープンでは1回戦でデニス・ノバクを3-6, 6-4, 6-3, 1-6, 6-0のフルセットで下して、初戦突破。さらに2回戦では第24シードのフベルト・フルカチュを6-4, 1-6, 6-2, 6-2を破り、3回戦ではキャメロン・ノリーを7-6(2), 4-6, 6-2, 6-1で下して、四大大会初の4回戦進出を果たした。4回戦では第5シードのアレクサンダー・ズベレフに2-6, 2-6, 1-6のストレートで敗れた。全仏オープンでは1回戦でアロルド・マヨを7-6(5), 6-3, 7-5のストレートで破り、初戦突破するも、2回戦では第13シードのアンドレイ・ルブレフに5-7, 1-6, 6-3, 1-6で敗れた。2020年Bett1Hulksインドアではベスト4進出。パリ・マスターズでは予選2試合を突破してカレン・ハチャノフを6-3, 2-6, 6-2で破り、2回戦ではバンジャマン・ボンジを6-4, 6-4のストレートで勝利して、大会初の3回戦進出。3回戦ではシュワルツマンに1-6, 1-6のストレートで敗退。年間最終ランキングは52位。

### 2021年 全仏ベスト8 トップ50入り
南フランス・オープンではベスト8入り。ABNアムロ世界テニス・トーナメントでは2回戦でマートン・フチョビッチに敗退。オープン13では2回戦でアーサー・リンダークネッシュに敗れた。ドバイ・テニス選手権では3回戦でフィリップ・クライノビッチに敗退。

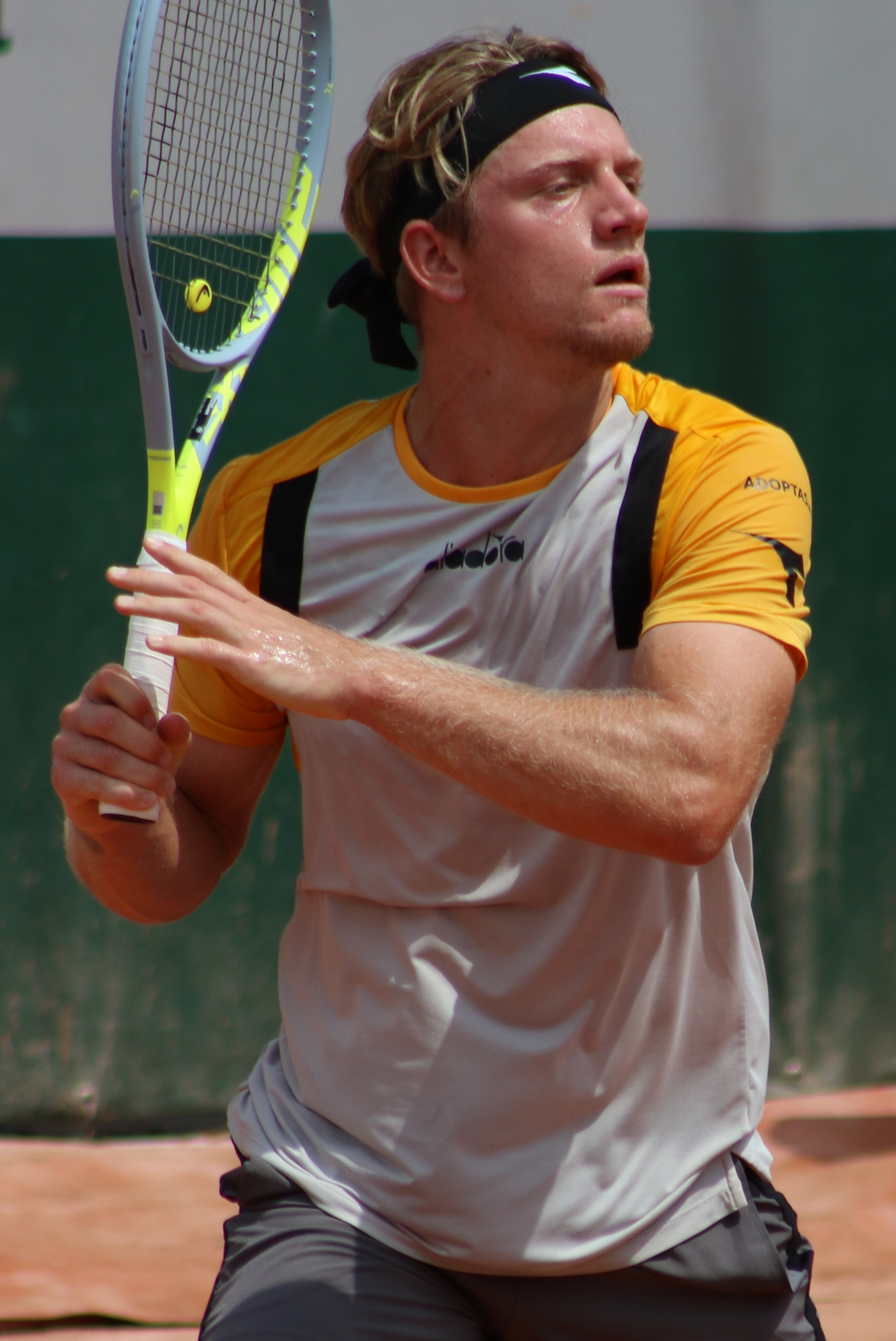
2021年全仏オープンでのアレハンドロ・ダビドビッチ・フォキナ

クレーシーズンに入ると好調さを見せ、モンテカルロ・マスターズでは1回戦でアレックス・デミノー、2回戦でマッテオ・ベレッティーニ、3回戦でリュカ・プイユを破り、ATPマスターズ1000初のベスト8入り。準々決勝ではステファノス・チチパスに7-5の1セット終了時に途中棄権。その後のエストリル・オープンではベスト4入り。準決勝ではアルベルト・ラモス＝ビノラスに敗退。マドリード・オープンでは2回戦でダニール・メドベージェフに敗れた。BNLイタリア国際では予選を通過して、1回戦でグリゴール・ディミトロフ、2回戦でキャメロン・ノーリーらを下して3回戦進出。3回戦ではノバク・ジョコビッチに敗れるも、全仏オープンでは3回戦で第15シードのキャスパー・ルードをフルセットで下して、4回戦でフェデリコ・デルボニスを破り、グランドスラム初のベスト8入り。準々決勝では第6シードのアレクサンダー・ズベレフにストレートで敗れた。
シーズン後半は失速状態になり、ウィンブルドン選手権と全米オープンでは初戦敗退。ヨーロピアン・オープンではベスト8入りするも、準々決勝でジェンソン・ブルックスビーに敗退。年間最終ランキングは50位。

### 2022年 マスターズ準優勝 ATP杯準優勝 トップ30入り
ATPカップではスペイン代表として初出場。グループステージではペドロ・マルティネスと組み、ダブルスでノルウェー戦とチリ戦で勝利して、チームの決勝進出に貢献し、準優勝となった。
全豪オープンでは2回戦で第9シードのフェリックス・オジェ＝アリアシムに6-7(4), 7-6(5), 6-7(4), 6-7(4)で惜敗。BNPパリバ・オープンでは1回戦でボルナ・チョリッチを6-7(5), 6-0, 7-5の逆転で破るも、2回戦ではデニス・シャポバロフに6-4, 4-6, 2-6の逆転で敗退。マイアミ・オープンではセバスチャン・コーダに1-6, 1-6のストレートで初戦敗退。

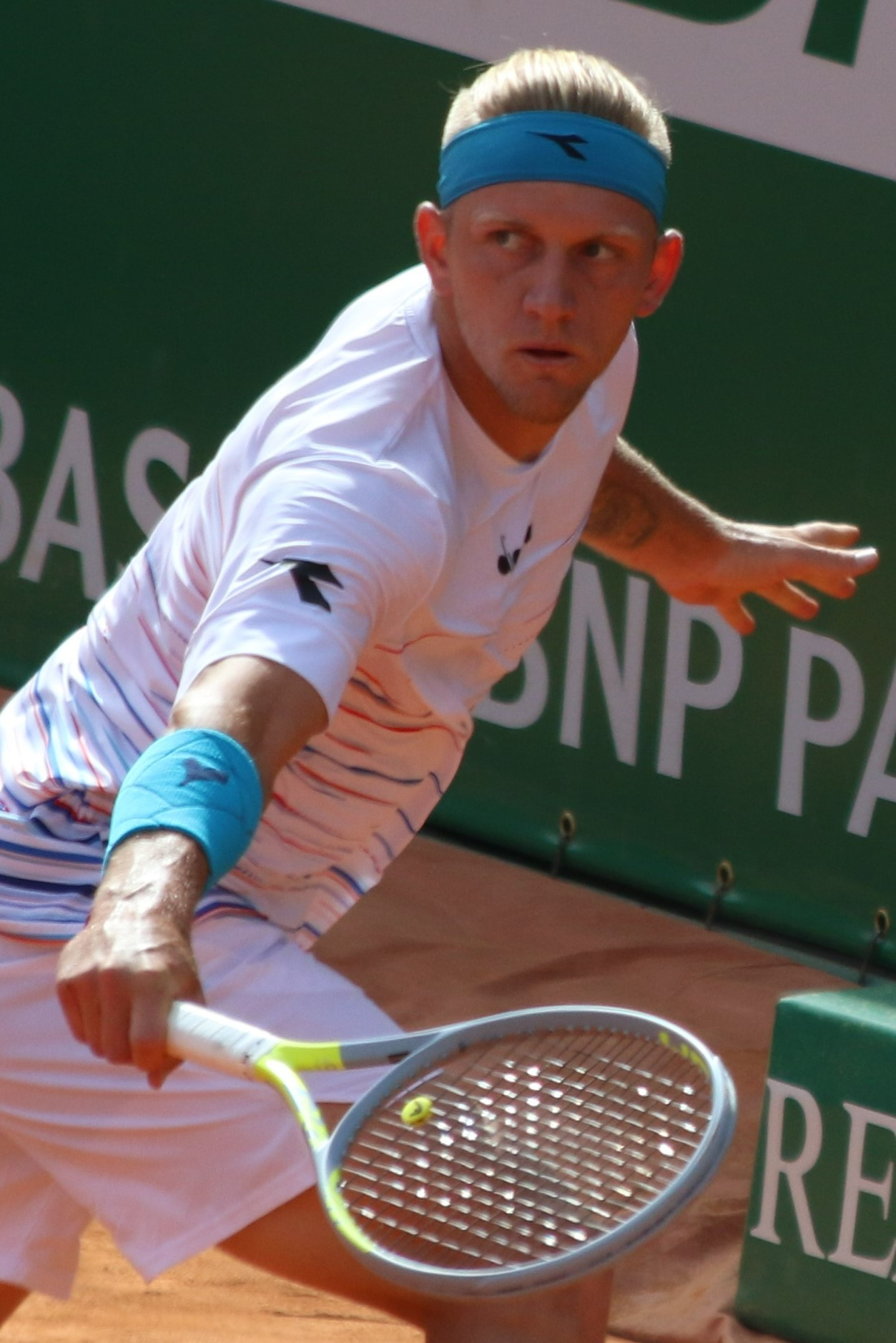
2022年モンテカルロ・マスターズでのアレハンドロ・ダビドビッチ・フォキナ

しかし、クレーシーズンになると、モンテカルロ・マスターズでは2回戦で世界ランキング1位のノバク・ジョコビッチを6-3, 6-7(5), 6-1で破る大金星を挙げ、3回戦でダビド・ゴファンを6-4, 6-1、準々決勝でテイラー・フリッツを2-6, 6-4, 6-3、準決勝でグリゴール・ディミトロフを6-4, 6-7(2), 6-3で破り、ATPマスターズ1000初の決勝進出。決勝では昨年度覇者のステファノス・チチパスに3-6, 6-7(3)のストレートで敗れたが、準優勝を果たした。マドリード・オープンでは1回戦でロイド・ハリスに7-5, 6-3のストレートで破るも、2回戦ではホベルト・ホルカシュに4-6, 6-4, 6-7(5)で敗れた。続くBNLイタリア国際では2回戦でフェリックス・オジェ＝アリアシムに6-4, 6-7(2), 2-6で敗れた。昨年ベスト8進出した全仏オープンでは第25シードとして出場するも、タロン・フリークスポールに6-2, 0-6, 4-6, 3-6の逆転で初戦敗退となった。
芝シーズンになると、クイーンズ・クラブ選手権では1回戦でアルベルト・ラモス＝ビノラスを7-5, 6-4、2回戦ではアレックス・デミノーを4-6, 6-4, 7-5で下してベスト8進出。準々決勝ではボーティック・ファン・デ・ザンスフルプに2-6, 4-6のストレートで敗退。ウィンブルドン選手権では1回戦で昨年ロジャー・フェデラーを破りベスト4進出を果たした第7シードのホルカシュを7-6(4), 6-4, 5-7, 2-6, 6-7(8)のフルセットの末に勝利を収めた。2回戦ではイジー・ベセリーに3-6, 7-5, 7-6(2), 3-6, 6-7(7)のフルセットで敗れた。
ナショナル・バンク・オープンではディエゴ・シュワルツマンに6-1, 3-6, 4-6、ウエスタン・アンド・サザン・オープンではニック・キリオスに5-7, 4-6のストレートでそれぞれ初戦敗退。しかし、ノーシードとして迎えた全米オープンでは1回戦で西岡良仁を6-3, 7-5, 6-3のストレートで、2回戦ではマートン・フチョビッチを7-6(3), 5-7, 3-6, 6-0, 7-6(3)のフルセットの末に勝利。3回戦ではダニエル・ガランを6-4, 5-7, 6-4, 6-4で下して、大会初の4回戦進出。4回戦では第13シードのマッテオ・ベレッティーニに6-3, 6-7(2), 3-6, 6-4, 2-6のフルセットの末に敗れた。パリ・マスターズではフリッツに5-7, 2-6のストレートで初戦敗退。年間最終ランキングは31位。

### 2023年 マスターズベスト4 トップ25入り
1月、アデレード国際2ではベスト8進出。準々決勝ではロベルト・バウティスタ・アグートに3-6, 2-6のストレートで敗退。全豪オープンでは第30シードとして出場し、1回戦でアレクサンダー・ブブリクを6-0, 6-7(3), 3-6, 6-4, 6-3のフルセットで初戦を突破するも、2回戦ではトミー・ポール (テニス) に2-6, 6-2, 7-6(4), 3-6, 4-6のフルセットの末に敗れた。
2月、南フランス・オープンでは2回戦でクエンティン・ハリーズに3-6, 3-6のストレートで敗退。ABNアムロ・オープンではダニール・メドベージェフに6-4, 2-6, 2-6の逆転で敗退。カタール・エクソンモービル・オープンではベスト8進出。準々決勝ではフェリックス・オジェ＝アリアシムに敗退。
3月、BNPパリバ・オープンでは2回戦で呉易昺を6-4, 6-1、3回戦ではカレン・ハチャノフを6-3, 1-6, 6-4、4回戦ではクリスチャン・ガリンを6-3, 6-4で下して初のベスト8進出。準々決勝ではメドベージェフに3-6, 5-7のストレートで敗れた。マイアミ・オープンではポールに3-6, 5-7のストレートで敗れた。
4月、モンテカルロ・マスターズでは2回戦でハチャノフに2-6, 2-6のストレートで敗れた。バルセロナ・オープンではベスト8進出するも、準々決勝でカルロス・アルカラスに敗れた。
5月、マドリード・オープンでは2回戦でアルベルト・ラモス＝ビノラスを6-3, 6-4、3回戦ではホルガ・ルーネを7-6(1), 5-7, 7-6(5)で破るも、4回戦ではボルナ・チョリッチに6-7(5), 6-3, 7-6(5)で敗れた。BNLイタリア国際では3回戦でアンドレイ・ルブレフに6-7(8), 3-6のストレートで敗退。
6月、全仏オープンでは第29シードとして出場。1回戦ではアルトゥール・フィスを6-1, 4-6, 6-3, 6-3、2回戦ではルカ・ヴァン・アッシュを6-4, 6-3, 7-6(6)でそれぞれ下すも、3回戦では第3シードのノバク・ジョコビッチに6-7(4), 6-7(5), 2-6のストレートで敗れた。
7月、ウィンブルドン選手権では第31シードとして出場。1回戦でフィスを7-6(3), 6-1, 6-2、2回戦ではボーティック・ファン・デ・ザンスフルプを6-1, 2-6, 6-4, 6-3で下すも、3回戦では第6シードのルーネに3-6, 6-4, 6-3, 4-6, 6-7(8)のフルセットの末に敗れた。
8月、ナショナル・バンク・オープンでは2回戦でアレクサンダー・ズベレフを6-1, 6-2のストレートで圧倒し、3回戦ではキャスパー・ルードを7-6(4), 4-6, 7-6(4)の熱戦を制してベスト8進出。準々決勝ではマッケンジー・マクドナルドを6-4, 6-2のストレートで下してATPマスターズ1000ベスト4進出を果たした。準決勝ではアレックス・デミノーに1-6, 3-6のストレートで敗れたが、大会後には世界ランキング21位を更新し、初のトップ25入りとなった。ウエスタン・アンド・サザン・オープンでは2回戦のノバク・ジョコビッチ戦を第1セット4-6の終了時点で途中棄権。

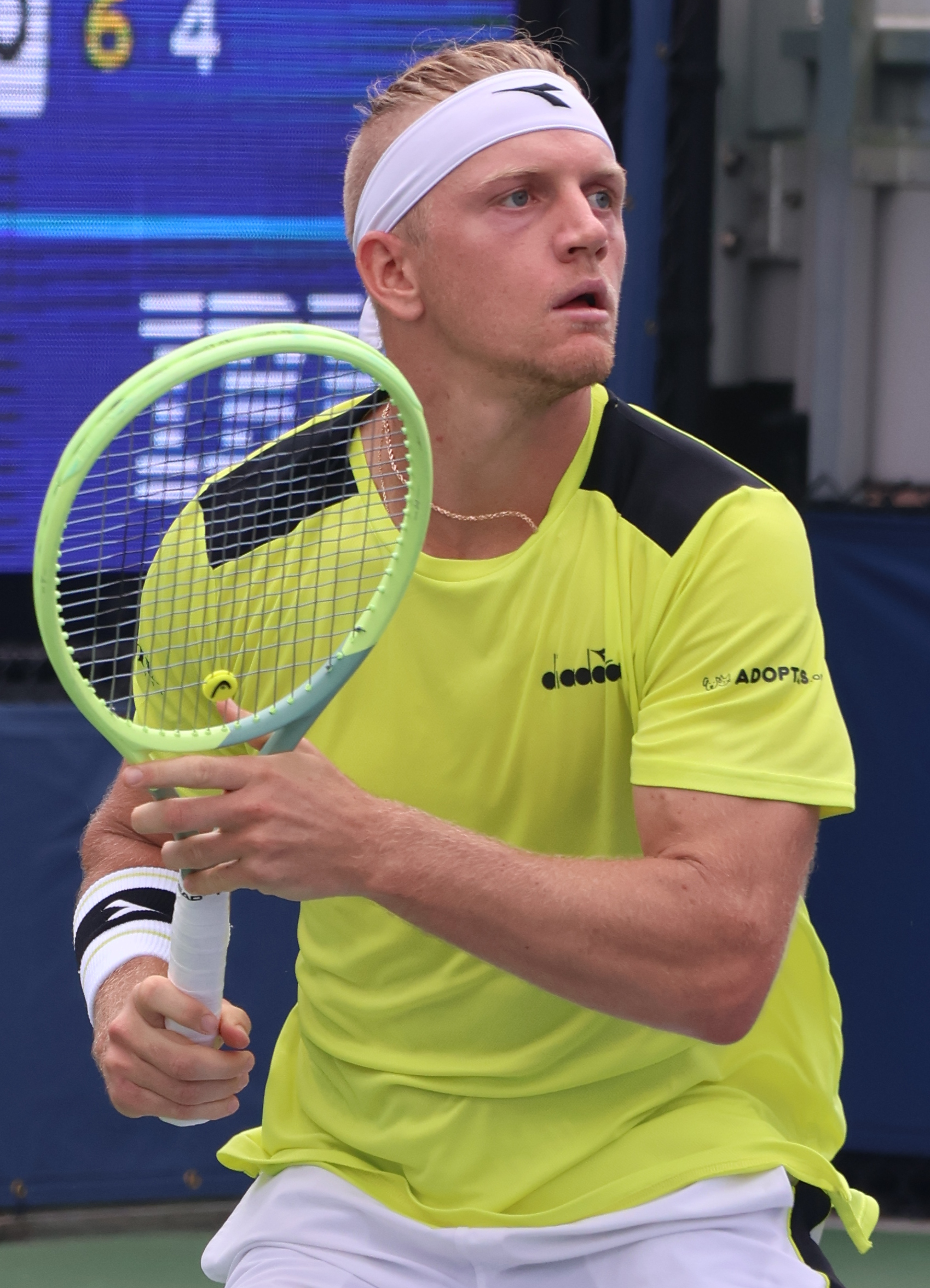
2023年全米オープンでのアレハンドロ・ダビドビッチ・フォキナ

9月、全米オープンでは第21シードとして出場。3回戦では第14シードのポールに1-6, 0-6, 6-3, 3-6で敗れた。レーバーカップでは欧州選抜として初出場を果たす。シングルスでフランシスコ・セルンドロに3-6, 5-7のストレートで敗れた。
10月、チャイナ・オープンでは2回戦でズベレフに敗れた。上海マスターズでは2回戦でフィスに2-6, 5-7のストレートで初戦敗退。
11月、パリ・マスターズでは1回戦でベン・シェルトンを7-6(4), 5-7, 6-3で破るも、2回戦ではタロン・フリークスポールに2-6, 2-6のストレートで敗れた。年間最終ランキングは26位。

### 2024年 ツアー通算100勝
ユナイテッド・カップではスペイン代表として初出場。シングルスではチアゴ・ザイボチ・ヴィウチとホベルト・ホルカシュに勝利する活躍を見せるも、僅差でチームはグループステージ敗退。
全豪オープンでは第23シードとして出場。1回戦ではコンスタン・レスティエンヌを6-4, 6-4, 7-6(5)のストレートで破るも、2回戦ではヌーノ・ボルヘスに6-7(7), 3-6, 3-6のストレートで敗れた。2月のオープン13ではグレゴワール・バレールを4-6, 6-4, 6-4の逆転で勝利したことでツアー通算100勝を達成した。2回戦ではエーミル・ルースヴオリを6-3, 7-5のストレートで破り、ベスト8進出。準々決勝ではウゴ・アンベールに1-6, 4-6のストレートで敗れた。同胞の先輩であるフェルナンド・ベルダスコをコーチとして迎えた全仏オープンでは2回戦で第7シードのキャスパー・ルードに6-7(5), 6-1, 3-6, 6-4, 3-6のフルセットの末に敗れた。昨年ベスト4進出したナショナル・バンク・オープンでは2回戦でダニール・メドベージェフを6-4, 1-6, 6-2で下すも、3回戦のマッテオ・アルナルディ戦では6-4, 6-7(5), 0-3の時点で途中棄権したことで敗退。大会後には世界ランキングがトップ50圏外となった。全米オープンではリンキー・ヒジカタに6-7(1), 6-3, 4-6, 3-6で初戦敗退となった。年間最終ランキングは61位。

### 2025年 トップ20入り
1月、全豪オープンでは2回戦で第29シードのフェリックス・オジェ＝アリアシムを6-7(7), 6-7(5), 6-4, 6-1, 6-3、3回戦でヤクプ・メンシークを3-6, 4-6, 7-6(7), 6-4, 6-2の2セットダウンからの2試合逆転により、大会初の4回戦進出を果たした。4回戦では第12シードのトミー・ポール (テニス選手) に1-6, 1-6, 1-6のストレートで惨敗した。
2月、デルレイビーチ・オープンでは決勝進出し、決勝ではミオミル・キツマノビッチに6-3, 1-6, 5-7の逆転で敗れ、ツアーシングルス初優勝を逃した。
3月のアカプルコでも決勝進出。決勝ではトマーシュ・マハーチに6-7(6), 2-6のストレートで敗れ、準優勝となり、優勝を逃した。
7月、ムバダラ・シティDCオープンでは1回戦でハウメ・ムナルを6-4, 6-2、2回戦でラーナー・ティエンを6-2, 6-2のストレートでそれぞれ下して、準々決勝では第1シードのテイラー・フリッツを7-6(3), 3-6, 7-5の3時間を超える死闘の末に破り、初のベスト4進出を果たした。準決勝でベン・シェルトンを6-2, 7-5のストレートで破り、決勝進出。決勝ではアレックス・デミノーに7-5, 1-6, 6-7(3)の逆転で敗れ、準優勝となり、3度目のツアー初優勝を逃したが、大会後には世界ランキング19位となり、トップ20入りを果たした。
8月、ナショナル・バンク・オープン・プレゼンテッド・バイ・ロジャーズでは2回戦でコランタン・ムーテを6-4, 6-3、3回戦でヤクプ・メンシークを6-2, 6-4のストレートでそれぞれ下して、ベスト16入りをする。大会中、SNSを更新し、自身の試合が他より早い時間帯に組まれたことについて「失望」を訴え、男子プロテニス協会であるATPツアーのスケジュール調整に苦言を呈した。

## ATPツアー決勝進出結果

### シングルス: 4回 (0勝4敗)
| 大会グレード                    |
| グランドスラム (0–0)            |
| ATPファイナルズ (0–0)           |
| ATPツアー・マスターズ1000 (0–1) |
| ATPツアー500 (0–2)              |
| ATPツアー250 (0–1)              |

| サーフェス別タイトル |
| ハード (0–3)         |
| クレー (0–1)         |
| 芝 (0–0)             |
| カーペット (0–0)     |

| 結果   | No. | 決勝日        | 大会           | サーフェス | 対戦相手                 | スコア             |
| ------ | --- | ------------- | -------------- | ---------- | ------------------------ | ------------------ |
| 準優勝 | 1.  | 2022年4月17日 | モンテカルロ   | クレー     | ステファノス・チチパス   | 3-6, 6-7(3-7)      |
| 準優勝 | 2.  | 2025年2月17日 | デルレイビーチ | ハード     | ミオミル・ケツマノビッチ | 6-3, 1-6, 5-7      |
| 準優勝 | 3.  | 2025年3月2日  | アカプルコ     | ハード     | トマーシュ・マハーチ     | 6-7(6-8), 2-6      |
| 準優勝 | 4.  | 2025年7月28日 | ワシントンD.C. | ハード     | アレックス・デミノー     | 7-5, 1-6, 6-7(3-7) |

### ダブルス: 1回 (1勝0敗)
| 大会グレード                    |
| グランドスラム (0–0)            |
| ATPファイナルズ (0–0)           |
| ATPツアー・マスターズ1000 (0–0) |
| ATPツアー500 (0–0)              |
| ATPツアー250 (1–0)              |

| サーフェス別タイトル |
| ハード (0–0)         |
| クレー (1–0)         |
| 芝 (0–0)             |
| カーペット (0–0)     |

| 結果 | No. | 決勝日       | 大会         | サーフェス | パートナー                     | 対戦相手                            | スコア        |
| ---- | --- | ------------ | ------------ | ---------- | ------------------------------ | ----------------------------------- | ------------- |
| 優勝 | 1.  | 2020年3月1日 | サンティアゴ | クレー     | ロベルト・カルバリェス・バエナ | マルセロ・アレバロ ジョニー・オマラ | 7-6(7-3), 6-1 |

## 成績

### 四大大会シングルス
略語の説明
| W | F | SF | QF | #R | RR | Q# | LQ | A | Z# | PO | G | S | B | NMS | P | NH |

W=優勝, F=準優勝, SF=ベスト4, QF=ベスト8, #R=#回戦敗退, RR=ラウンドロビン敗退, Q#=予選#回戦敗退, LQ=予選敗退, A=大会不参加, Z#=デビスカップ/BJKカップ地域ゾーン, PO=デビスカップ/BJKカッププレーオフ, G=オリンピック金メダル, S=オリンピック銀メダル, B=オリンピック銅メダル, NMS=マスターズシリーズから降格, P=開催延期, NH=開催なし.
| 大会           | 2018 | 2019 | 2020 | 2021 | 2022 | 2023 | 2024 | 2025 | 通算成績 |
| -------------- | ---- | ---- | ---- | ---- | ---- | ---- | ---- | ---- | -------- |
| 全豪オープン   | A    | Q2   | 2R   | A    | 2R   | 2R   | 2R   | 4R   | 7–5      |
| 全仏オープン   | A    | 1R   | 2R   | QF   | 1R   | 3R   | 2R   | 2R   | 9–7      |
| ウィンブルドン | Q2   | Q1   | NH   | 1R   | 2R   | 3R   | A    | 3R   | 5–4      |
| 全米オープン   | A    | Q1   | 4R   | 1R   | 4R   | 3R   | 1R   |      | 8–5      |

### 大会最高成績
| 大会                     | 成績 | 年         |
| ------------------------ | ---- | ---------- |
| ATPファイナルズ          | A    | 出場なし   |
| インディアンウェルズ     | QF   | 2023       |
| マイアミ                 | 3R   | 2023, 2024 |
| モンテカルロ             | F    | 2022       |
| マドリード               | 4R   | 2023       |
| ローマ                   | 3R   | 2021, 2023 |
| カナダ                   | SF   | 2023       |
| シンシナティ             | 2R   | 2023       |
| 上海                     | 2R   | 2023, 2024 |
| パリ                     | 3R   | 2020       |
| オリンピック             | 3R   | 2021       |
| デビスカップ             | GS   | 2023       |
| ATPカップ                | F    | 2022       |
| ユナイテッド・カップ     | RR   | 2024       |
| Next Gen ATPファイナルズ | RR   | 2019       |

## ATPチャレンジャーツアー決勝進出結果

### シングルス: 5回（2勝3敗）
| 大会                          |
| ----------------------------- |
| ATPチャレンジャーツアー (2–3) |

| サーフェス別タイトル |
| -------------------- |
| ハード (1–1)         |
| クレー (1–2)         |
| 芝 (0–0)             |
| カーペット (0–0)     |

| 結果   | No. | 日付       | 大会         | サーフェス | 対戦相手                 | スコア             |
| ------ | --- | ---------- | ------------ | ---------- | ------------------------ | ------------------ |
| 準優勝 | 1.  | 2018年9月  | シュチェチン | クレー     | ギド・アンドレオッシ     | 4-6, 6-4, 3-6      |
| 準優勝 | 2.  | 2019年2月  | バンコク     | ハード     | ジェームズ・ダックワース | 4-6, 3-6           |
| 準優勝 | 3.  | 2019年9月  | ジェノア     | クレー     | ロレンツォ・ソネゴ       | 2-6, 6-4, 6-7(6-8) |
| 優勝   | 1.  | 2019年9月  | セビリア     | クレー     | ハウメ・ムナル           | 2-6, 6-2, 6-2      |
| 優勝   | 2.  | 2019年10月 | 柳州         | ハード     | デニス・イストミン       | 6-3, 5-7, 7-6(7-5) |

## ジュニア・グランドスラム決勝進出結果

### シングルス: 1回（1勝0敗）
| 結果 | 年     | 大会                 | サーフェス | 対戦相手             | スコア        |
| ---- | ------ | -------------------- | ---------- | -------------------- | ------------- |
| 優勝 | 2017年 | ウィンブルドン選手権 | 芝         | アクセル・ヘリェール | 7-6(7-2), 6-3 |